# Euryglossina lynettae
Euryglossina lynettae är en biart som först beskrevs av Rayment 1955.  Euryglossina lynettae ingår i släktet Euryglossina och familjen korttungebin. Inga underarter finns listade i Catalogue of Life.

## Bildgalleri

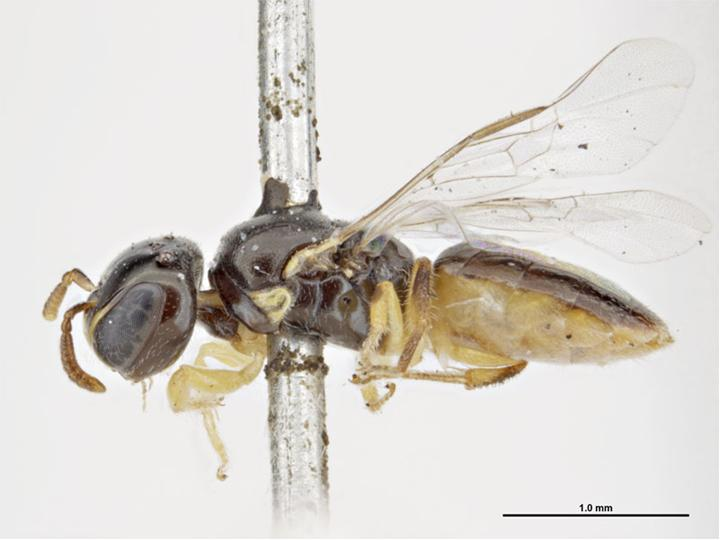